# ISO 3166-2:MZ

Provinzen in Mosambik

Die Liste der ISO-3166-2-Codes für  Mosambik enthält die Codes für die zehn Provinzen und den Hauptstadtdistrikt.

Die Codes bestehen aus zwei Teilen, die durch einen Bindestrich voneinander getrennt sind. Der erste Teil gibt den Landescode gemäß ISO 3166-1 (für  Mosambik MZ), der zweite den Code für die Provinz wieder.
Die aktuellen Codes stehen auf der Seite der ISO unter #iso:code:3166:MZ zur Verfügung.

| Provinz             | Code   |
| ------------------- | ------ |
| Cabo Delgado        | MZ-P   |
| Gaza                | MZ-G   |
| Inhambane           | MZ-I   |
| Manica              | MZ-B   |
| Maputo (Hauptstadt) | MZ-MPM |
| Maputo (Provinz)    | MZ-L   |
| Nampula             | MZ-N   |
| Niassa              | MZ-A   |
| Sofala              | MZ-S   |
| Tete                | MZ-T   |
| Zambezia            | MZ-Q   |